# Pauline Oliveros
Pauline Oliveros (Houston, 30 de maio de 1932 — Nova Iorque, 25 de novembro de 2016) foi uma  acordeonista e compositora estadunidense, figura central no desenvolvimento da música eletrônica do pós-guerra.
Foi membro-fundadora da San Francisco Tape Music Center na década de 1960, onde atuou como diretora. Já ensinou música no Mills College, na Universidade da Califórnia em San Diego (UCSD), no Oberlin Conservatory of Music e no Instituto Politécnico Rensselaer. Oliveros escreveu livros, formulou novas teorias musicais e investigou novos modos de focar-se na música, incluindo seus conceitos de "audição profunda" e "consciência sonora".

## Início da carreira
Oliveros graduou-se na  Moores School of Music da Universidade de Houston e na  Universidade Estadual de São Francisco, onde um de seus professores era o compositor Robert Erickson. Na Universidade de Houstoun, Pauline era membro da banda e foi membro-fundadora do capítulo local da Banda Honorária da Irmandade Tau Beta Sigma.
Pauline Oliveros era uma dos membros originais da San Francisco Tape Music Center, que foi um importante polo da música eletrônica dos anos 1960, na Costa Oeste dos Estados Unidos. Posteriormente, o Tape Music Center mudou-se para o Mills College, onde Oliveros foi a primeira diretora. O local mudou seu nome para Center for Contemporary Music. Oliveros muitas vezes fazia improvisações com o Sistema Instrumental Expandido, um sistema eletrônico de processamento de sinal de áudio projetado por ela própria.

## UCSD
Em 1967, Oliveros deixou o Mills para obter uma cadeira no departamento de música na UCSD. Lá, Oliveros conheceu o físico teórico e mestre de karatê Lester Ingber, com quem trabalhou para definir o processo de atenção aplicado à audição musical. Oliveros também estudou karatê com Ingber, chegando ao nível de faixa preta. Em 1973, Oliveros conduziu estudos no então recém-inaugurado Centro de Experimentos Musicais da UCSD. Foi também diretora do Centro de 1976 a 1979. Em 1981, para fugir de um esgotamento criativo, abandonou seu cargo permanente de professora integral de Música na UCSD e mudou-se para a área não-metropolitana do estado de Nova York, a fim de tornar-se uma compositora, música e consultante independente.

## Audição Profunda
Oliveros cunhou o termo deep listening ("audição profunda") em 1991, termo que foi depois usado no nome de seu grupo musical Deep Listening Band, bem como no programa Deep Listening e no Deep Listening Institute, Ltd. (anteriormente conhecido como The Pauline Oliveros Foundation, fundado em 1985). O programa Deep Listening incluia retiros para audições na Europa, Novo México e Nova York, além de cursos e certificados para aprendizes. A Deep Listening Band, que era composta por Oliveros, David Gamper, e Stuart Dempster, especializou-se em tocar e gravar em locais ressonantes ou reverberantes como cavernas,  catedrais ou cisternas subterrâneas. Já colaboraram com Ellen Fullman e seu instrumento de corda longa, dentre centenas de outros músicos, atores e dançarinos.

## Consciência sonora
Von Gunden (1983, p. 105-107) descreve e nomeia uma nova teoria musical, desenvolvida por Oliveros na introdução de sua obra Sonic Meditations e outros artigos, chamada de "consciência sonora". Seria a possibilidade de focar-se conscientemente nos sons musicais e do ambiente, o que exigiria alerta constante e contínua inclinação ao ouvir, sendo comparável ao conceito de consciência visual de John Berger (como dito em sua obra Ways of Seeing).  "Consciência sonora é a síntese da psicologia do consciente, da fisiologia das artes marciais e da sociologia do movimento feminista" e descreve dois modos de processar a informação: atenção focal e atenção global, os quais podem ser representados pelo ponto e pelo círculo, nas mandalas que Pauline frequentemente emprega nas composições. Mais tarde essa representação se expandiu, com a mandala cortada em quatro, e cada quarto representando som ativamente feito, som imaginado, audição do som presente, e lembrança do som passado. Este modelo foi usado na composição de sua obra Sonic Meditations. A prática dessa teoria cria "complexas massas de som que possuem um forte centro tonal", pois a atenção focal cria tonalidade e a global cria massas sonoras, timbre flexível, ataque, duração, intensidade, e às vezes altura. A teoria promove sons criados facilmente, como vocais, e diz que "a música deve ser para todos em qualquer lugar".

## Compositora, professora, autora
Em 1994, Oliveros recebeu da Foundation for Contemporary Arts, o prêmio Grants to Artists.
Oliveros lecionava no Instituto Politécnico Rensselaer e no Mills College. Ela era lésbica assumida.
Oliveros é autora de cinco livros: Sounding the Margins: Collected Writings 1992-2009, Initiation Dream, Software for People, The Roots of the Moment, e Deep Listening: A Composer's Sound Practice.
Ela contribuiu com um capítulo no livro Sound Unbound: Sampling Digital Music and Culture (The MIT Press, 2008) editado por Paul D. Miller, também conhecido como DJ Spooky.
Em 2007, Oliveros recebeu o prêmio Resounding Vision Award da Nameless Sound. Foi a ganhadora do William Schuman Award de 2009, da Columbia University School of the Arts.
É patrona da Soundart Radio em Dartington, Devon, no Reino Unido.

## Obras notáveis
- Sonic Meditations: "Teach Yourself to Fly", etc.
- Sound Patterns para coral misto (1961), que recebeu o prêmio Gaudeamus International Composers Award em 1962, disponível em Extended Voices (Odyssey 32 16) 0156 e 20th Century Choral Music (Ars Nova AN-1005)
- Música de Annie Sprinkle: The Sluts and Goddesses Video Workshop—Or How To Be A Sex Goddess in 101 Easy Steps (1992)
- Série Theater of Substitution (1975-?). Oliveros foi fotografada como diferentes personagens, incluindo uma senhora espanhola, uma dona de casa suburbana, e um professor de roupão. Jackson Mac Low tocou uma obra de Oliveros na "Celebração das mulheres compositoras" da Filarmônica de Nova York, em concerto de 10 de novembro de 1975. Já Oliveros tocou obra de Mac Low (cf. "being Pauline: narrative of a substitution", Big Deal, Fall 1976). (ibid, p. 141)

### Livros
- Oliveros, Pauline (2010),  Lawton Hall, ed., Sounding the Margins: Collected Writings 1992-2009, ISBN 978-1-889471-16-7, Kingston, New York: Deep Listening Publications.

- Oliveros, Pauline (2005), Deep Listening: A Composer's Sound Practice, ISBN 978-0-595-34365-2, New York: iUniverse, Inc..

- Oliveros, Pauline (1998), Roots of the Moment, ISBN 978-0-9628456-4-2, New York: Drogue Press.

- Oliveros, Pauline (1984), Software for People: Collected Writings 1963-80, ISBN 978-0-914162-59-9, Baltimore: Printed Editions.

- Oliveros, Pauline (1982), Initiation Dream, ISBN 978-0-937122-07-5, Los Angeles: Astro Artz.

## Alunos notáveis
- Sidney Corbett
- Andrew Deutsch
- Paul Dresher
- Alexina Louie
- Jennifer & Kevin McCoy
- Dana Reason
- Cory Arcangel

## Filmes
- 1976 - Music With Roots in the Aether: Opera for Television. Tape 5: Pauline Oliveros. Produzido e dirigido por Robert Ashley. New York, New York: Lovely Music.
- 1993 - The Sensual Nature of Sound: 4 Composers - Laurie Anderson, Tania León, Meredith Monk, Pauline Oliveros. Dirigido por Michael Blackwood.
- 2001 - Roulette TV: Pauline Oliveros. Roulette Intermedium Inc.
- 2005 - Unyazi Of The Bushveld. Dirigido por Aryan Kaganof. Produzido pela African Noise Foundation

## Audições
- Dear.John: A Canon on the Name of Cage na homepage de Larry Polansky
- Epitonic.com: Deep Listening Band apresenta uma faixa de Deep Listening
- Art of the States: Pauline Oliveros duas obras da compositora